# 351
Évszázadok: 3. század – 4. század – 5. század
Évtizedek: 300-as évek – 310-es évek – 320-as évek – 330-as évek – 340-es évek – 350-es évek – 360-as évek – 370-es évek – 380-as évek – 390-es évek – 400-as évek
Évek: 346 – 347 – 348 – 349 –  350 – 351 – 352 – 353 – 354 – 355 – 356

## Események

### Római Birodalom
- Nyugaton Magnentius császárt és Gaisót választják consulnak (keleten nem választanak új consult).
- Március 15.: A Magnentius elleni polgárháborúval lekötött II. Constantius császár caesarrá nevezi ki másodunokaöccsét, Constantius Gallust és rábízza a keleti birodalomrész ügyeit. Kapcsolatuk megerősítésére feleségül adja hozzá nővérét, Constantinát.
- Mire Gallus megérkezik Antiochiába, a palesztinai Diocaesarea városában fellázadnak a zsidók és meglepetésszerű támadással lemészárolják a római helyőrséget. Gallus lovassági parancsnokát, Ursicinust küldi a felkelés leverésére.
- Szeptember 28.: a pannoniai Mursa (ma Eszék) mellett összecsap Constantius és Magnentius serege. A csatát Constantius nyeri, de mindkét fél súlyos veszteségeket (25-30 ezer főt) szenved. Az Aquileiába visszavonuló Magnentius lezárja az Itáliába vezető hegyi utakat.

### Kína
- Zsan Vej (a volt Kései Csao) állam trónbitorlója, Zsan Min árulással megöleti a korábbi uralkodó dinasztia utolsó képviselőjét, Si Csit. Az állam azonban gyakorlatilag szétesik: nyugati tartományaiban a ti nemzetiségű Fu Csien hadvezér kikiáltja a függetlenségét és megalapítja a Korai Csin államot; északot a hszienpej Korai Jen állam hódítja meg, a déli provinciák kormányzói pedig a Csin-dinasztiához dezertálnak.

## Halálozások
- Si Csi, a Kései Csao állam császára

## Fordítás
- Ez a szócikk részben vagy egészben  a(z)   351 című angol Wikipédia-szócikk ezen változatának fordításán alapul.  Az eredeti cikk szerkesztőit annak laptörténete sorolja fel. Ez a jelzés csupán a megfogalmazás eredetét és a szerzői jogokat jelzi, nem szolgál a cikkben szereplő információk forrásmegjelöléseként.